# 黒豚Sounds
黒豚Sounds（くろぶたサウンズ）は、日本のポップスバンド。イブエンタープライズ所属。
大阪を中心に活動する日本の6人組バンド。メンバーの大半はミドル世代。テーマは「30代以上を信じるな」。ボーカルwakky×2の力強い歌唱力ときさくなキャラクターで好評を得る。wakky×2はインターネットラジオOMBC松原インターネットステーション「HANA‐Kin 11PM Radio」でメインDJを務める。

## メンバー
- wakky×2（ワッキーワッキー 3.26　O型） - ボーカル
- hana-mogeila（ハナ・モゲイラ 11.13　B型） - ベース
- masa-king（マサキング 10.24　A型） - ギター
- BanBan（バンバン 　O型） - ドラム
- Manamin（マナミン　4.5 O型） -　サックス
- ASATO（アサト　12.20  B型） - トランペット

## 来歴
- 2003年兵庫県神戸市で活動していた劇団『黒豚農場』の役者hana-mogeila、wakky×2、音楽担当AKを中心に結成。当初は6人組。当初は「BPバンド」名義で活動。
- 2005年12月ギターmasa-king加入と同時に本格的にライブ活動を開始し、これを機に「黒豚Sounds」名義とした。
- 2007年3月インディーズレーベルDUA MUSICより4曲入りアルバム「For you，For me」を全国流通で発売。実質初期メンバーではこれが最後の作品となる。
- 2009年5月2ndシングル「この場所から・・／咲いてまスカ？」発表。同年5月兵庫県神戸市の音楽イベント新開地音楽祭に初出演。以降2016年まで連続して出演。
- 2009年9月大阪心斎橋Fanj Twiceにて初のワンマンライブ「黒豚Sounds ワンマンショー残暑ザーンショ？」開催。翌10月ワンマンライブを収録したライブDVDを発表。11月テナーサックスTakky加入。
- 2010年3rdシングル「START／オルゴール」発表。
- 同年11月心斎橋Fanj Twiceにて行われたワンマンライブ「第49回黒豚音楽祭　萌～♪」をもってドラムあんだっちーがライブ出演終了、以降レコーディング担当に専念。
- 2011年3月、ライブDVD「第49回黒豚音楽祭　萌～♪」発表。ドラムEgumoがサポートメンバーとして加入。
- 同年8月4thシングル「機影／負け唄」発表。同年12月大阪阿倍野区民ホールにて行われた東日本大震災復興イベントクリスマスチャリティーライブに出演。
- 2012年9月AKが一時活動休止。同年10月キーボード兼ピアノAKI加入。12月南堀江ZEROにて自主企画イベント「黒豚とヒデと天然のOne Night Live（ラブ）」開催。5thシングル「月の中のホント／Be Happy／Don't Worry」発表。
- 2013年正式なメンバーとしてドラムTai-chan加入。同時にEgumoによるサポート終了。5月兵庫県神戸市で開催の新開地音楽祭で初のメインステージ出演。また8月より自主企画イベント「あだるちっくないと」スタート。年末の10周年ワンマンライブを最後にTai-chan脱退。
- 2014年ドラムJohn加入。キーボードAK限定復帰。9月大阪南堀江Socore FactoryあだるちっくないとVol.4をもってテナーサックスTakky脱退。
- 2015年サックスManamin、トランペットAsatoが加入。過去最高の8人体制となる。12月のワンマンライブをもってキーボードAKがライブ出演終了、楽曲製作補助に専念。
- 2016年より7人での活動となる。12月17日6thマキシ「らぷそでぃ」発表。同時にレコ発ワンマンライブを大阪梅田ALWAYSで敢行。
- 2017年キーボードAKI脱退。7月「あだるちっくないとVol.8」より6人体制。
- 2019年ドラムBanBan加入。新体制となる。
- 2020年3月15日　最新曲8曲がダウンロード販売開始！国内外合計１8社よりダウロード配信中「黒豚御膳」